# Robin Finck

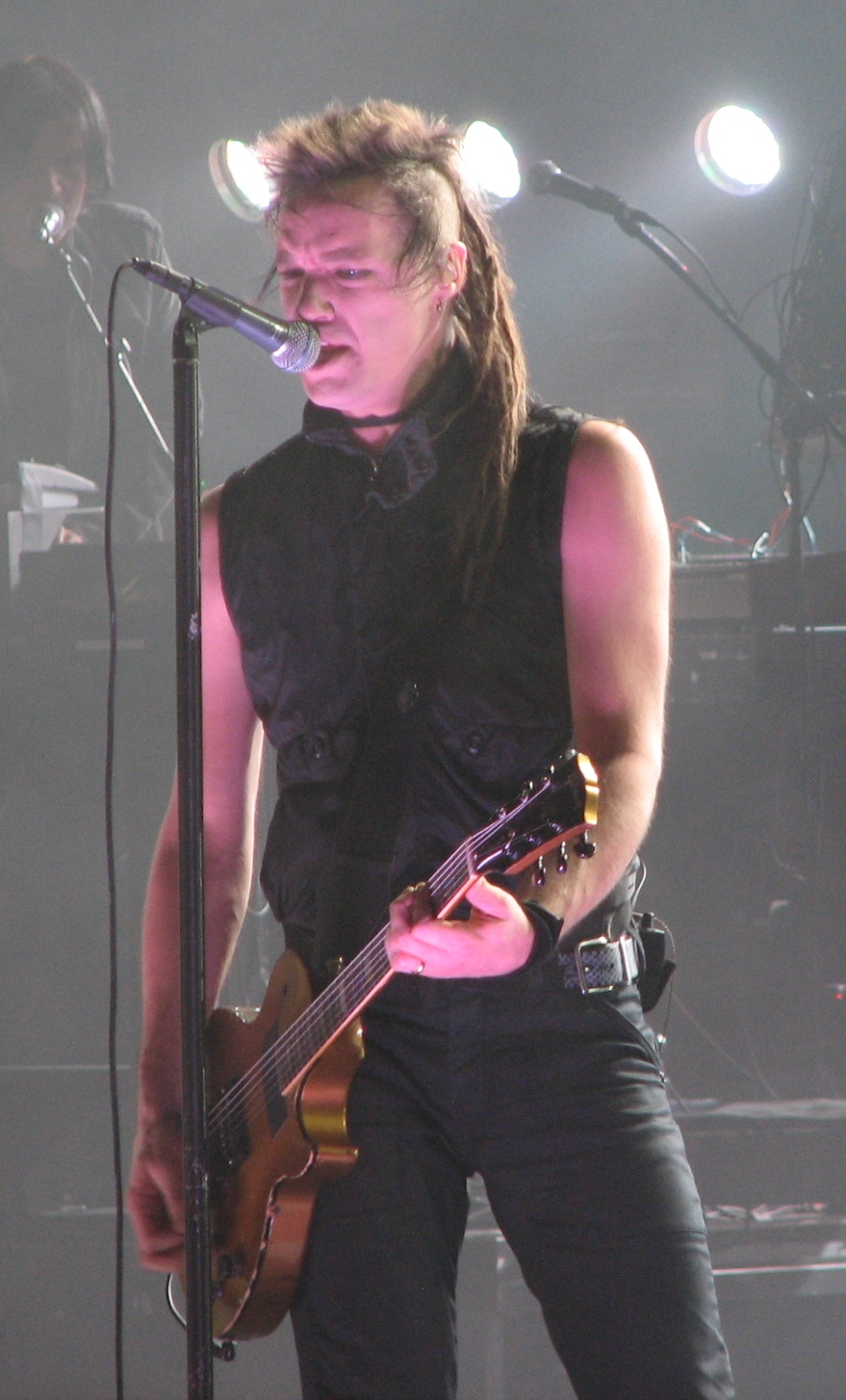
Robin Finck bei einem Auftritt mit Nine Inch Nails am 5. September 2008 in Oakland, Kalifornien

Robert John „Robin“ Finck (* 7. November 1971 in Park Ridge, New Jersey) ist ein US-amerikanischer Gitarrist. Er wurde durch die Bands Nine Inch Nails und Guns N’ Roses bekannt.

## Karriere
Finck wurde in Marietta, Georgia groß und spielte dort in unbekannten Bands. Im Jahre 1994 wurde er Tour-Mitglied (keine offizielle Namensnennung) bei Nine Inch Nails. Nach einigen Veröffentlichungen und Auftritten (darunter bei Woodstock II) verließ er die Band und trat der im Umbruch befindlichen Band Guns N’ Roses bei, um dort Slash zu ersetzen.
Der Veröffentlichung von Oh My God, das in den USA im Jahre 1999 erschien, folgte 2001 eine Tour. 2004 trat Buckethead aus der Band aus, wodurch die Band erneut auseinanderzufallen drohte. Guns N’ Roses gingen im Jahr 2006 auf Tour, beendeten diese 2007 und gingen vorübergehend auseinander. Das Album Chinese Democracy erschien bis zu diesem Zeitpunkt nicht.
2008 begann Finck, wieder mit Nine Inch Nails zu touren. Im selben Jahr wurde das Guns-N’-Roses-Album Chinese Democracy veröffentlicht. Finck wurde hierbei nicht mehr offiziell als Bandmitglied bei Guns N’ Roses genannt.

## Stil

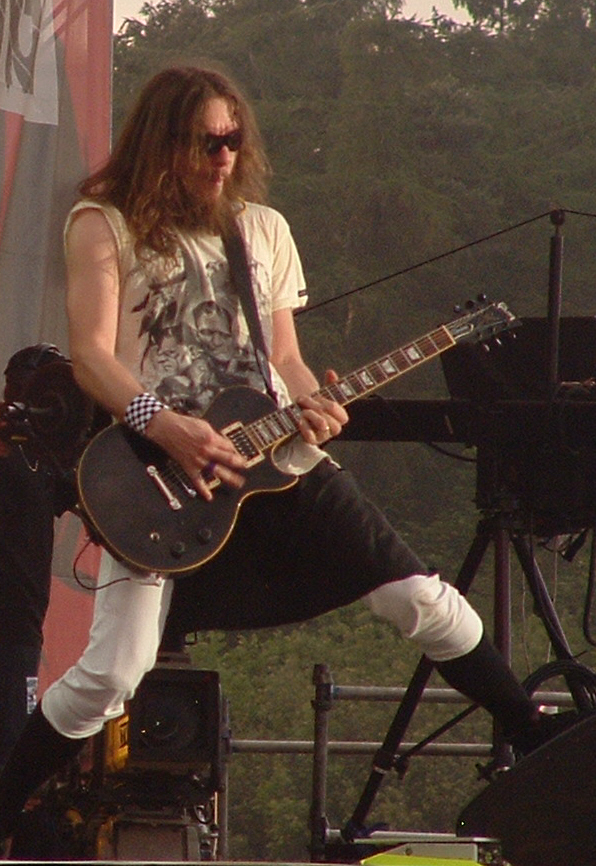
Robin Finck mit Guns N’ Roses auf der Bühne

Finck ist für sein auffälliges Äußeres bekannt. Bis zum Beginn der Tour 2006 war er auffällig stark geschminkt. Ab der Tour hatte er lange Haare, war nicht mehr geschminkt, trug einen langen Bart und einen Hut. Seit er wieder Bandmitglied der Nine Inch Nails ist, trägt er eine Punkfrisur und keinen Bart mehr.

## Diskografie
- 2008: Guns N’ Roses – Chinese Democracy
- 2008: Nine Inch Nails – The Slip